# 개방적인 형제교회
개방적인 형제교회(Open Brethren)는 때때로 크리스천 브레들린(Christian Brethren)으로 불렸으며 플리머스 형제회(Plymouth Brethren) 전통 속의 어셈블리 운동의 일환으로 1820년대 후반에 생긴 복음적 기독교 교회 그룹이다.

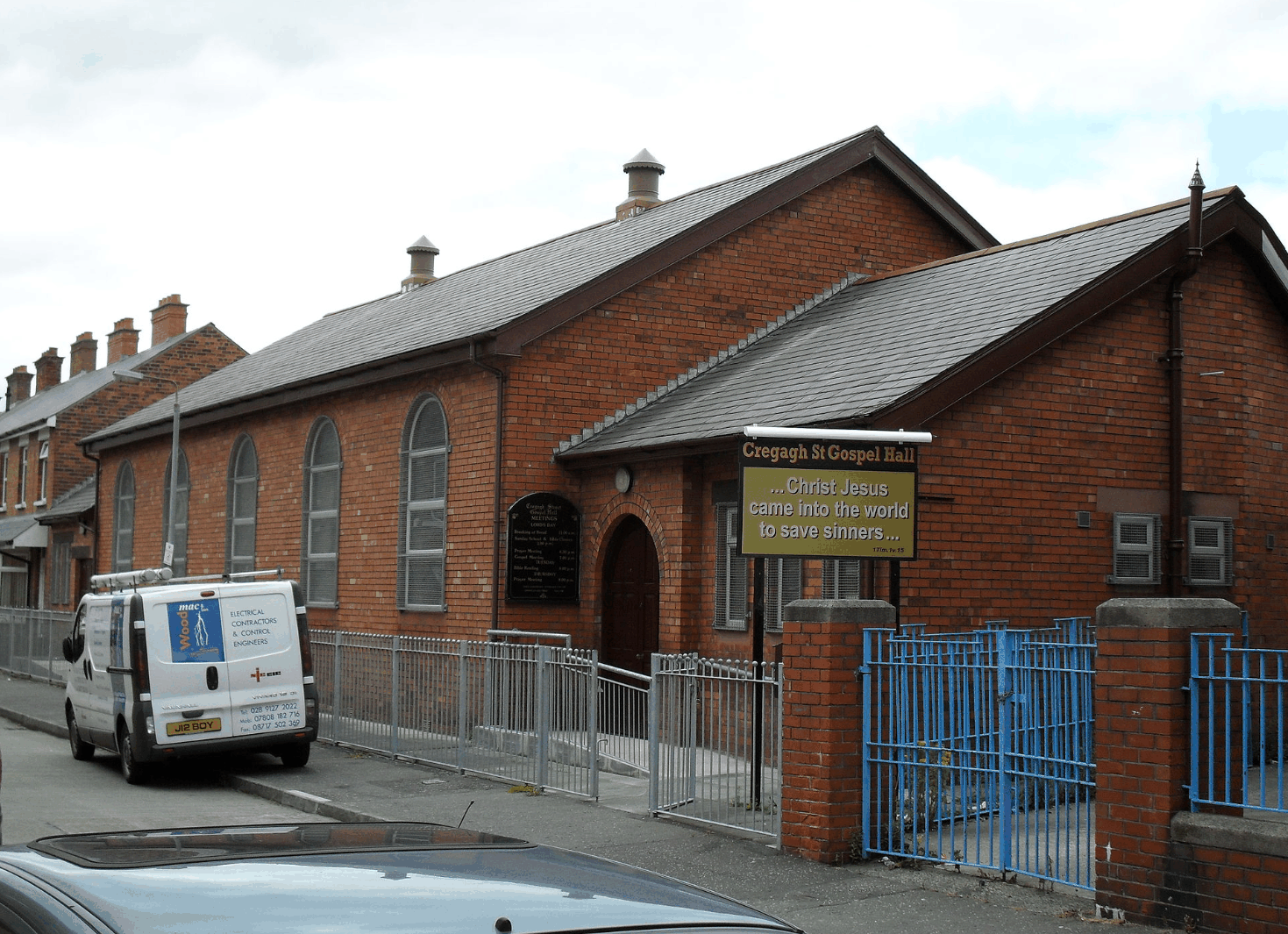

## 개요
개방적인 형제교회는 독립교회의 형태를 취하고 있다. '개방적인(Open)'이라는 표현은 그들 자신을 폐쇄적 형제교회(Exclusive Brethren)로부터 구별하기 위해 사용하였다. 그들은 역사적으로 뿌리가 같지만 1848년의 분열로 인해 개방적 형제교회와 폐쇄적 형제교회로 나뉘어졌다.
개방적 형제교회는 특별히 북미지역에서는 플리머스 형제교회로 알려져 있다. 그러나 북미지역 외에 다른 많은 개방적 형제교회에서는 플리머스 형제교회라는 명칭을 사용하지 않으려고 한다. 왜냐하면 그것은 폐쇄적인 형제교회와 관련되어 있기 때문이다. 특별히 폐쇄적인 형제교회는 세상으로부터의 분리라는 엄격한 교리해석으로 알려져 있다. 한국 내에서 일반적으로 플리머스 형제교회로 알려진 교회들은 폐쇄적인 형제교회가 아닌 개방적인 형제교회와 연관이 있는 교회들이다. 형제교회는 선교에 헌신적이며, 성경은 믿음과 실천에 있어서 첫번째 권위를 갖는다고 본다. 각 모임들(또는 회중)은 교리적인 면에서 다른 교회들로 부터 독립적이지만, 비슷한 교리와 실천을 공유하는 이들 사이에는 높은 수준의 소통과 협력관계가 있다.개방적인 형제교회는 다른 교단을 떠난 사람들만이 교제하는 엄격한 모임에서부터, 아무런 질문없이 모든 사람들을 교제에 받아들이는 매우 관대한 모임까지 다양한 스펙트럼을 가지고 있다.

## 역사
개방적인 형제교회(Open Brethren)가 폐쇄적인 형제교회(Exclusive Brethren)로부터 분리된 것은, 예언과 교회 조직에 관한 의견 차이로 인해, 그 당시 형제교회 중 가장 큰 플리머스 교회의 장로였던 벤자민 윌스 뉴튼(Benjamin Wills Newton)을 존 넬슨 다비(John Nelson Darby)가 공격하면서 일어났다. 다비는 뉴튼이 신학적 오류를 인정하도록 강요하고, 이에 따라 브리스톨의 베데스다 교회에서는 뉴튼의 오류와는 무관한 두 명의 인물을 받아들인 조지 뮐러(George Müller)와 헨리 크레이크(Henry Craik)를 비판했다.이로 인해 베데스다 교회는 J.N.다비로 부터 분리되었고 여러 모임들은 독립적 또는 회중적 입장을 채택하게 되었다. 토트넘(Tottenham) 교회의 입장문은 개방적인 형제교회의 입장을 명확히 나타내고 있다.
우리는 특정 교회 또는 교단의 회원이거나, 특정 지도자의 추종자가 아닌, 개인적인 간증에 따라 각 성도를 영접합니다. 우리는 개인적인 신앙과 행실에 해당하는 사유가 없는 한, 믿는 자들을 배제시키는 어떤 행위에도 가담하지 않을 것입니다.
폐쇄적인 다비파(폐쇄적 형제교회)는 세월이 흐를수록 더욱 내향적이고 신비주의적으로 변해갔다.
반면 개방적 형제교회는 인도 선교사 안토니 노리스 그로브스(Anthony Norris Groves)와 브리스톨에서 자신의 고아원을 운영한 조지 뮐러와 함께 믿음의 선교를 강조하며 계속해서 자라나갔다.
1853년에 그들은 첫번째 선교저널 "The Missionary Reporter”를 발간하기 시작했다. 1859년, 영국에 온 3차대각성은 많은 교회들을 변화시켰고, 요셉 던햄 스미스(Joseph Denham Smith)와 같은 새로운 리더들이 나타났다. 얼스터(Ulster)는 강력한 중심지 중 하나가 되었으며, 스코틀랜드와 북부 영국에서 확장이 일어났다. 런던에서는 토마스 존 바나도(Thomas John Barnardo)가 고아 구제사역을 시작했다. 시카고에서 온 D.L.무디(Dwight L. Moody)는 조지 뮐러와 찰스 스펄전(Charles H. Spurgeon)을 방문하러 영국에 갔을 때 더블린 교회에서 만난 헨리 무어하우스(Henry Moorhouse)에게 매우 감명을 받았다. 그가 무디의 교회에서 설교했을 때 무어하우스의 설교 스타일은 무디의 사역을 혁신시키는데 큰 역할을 했다. 로버트 클리버 채프만(Robert Cleaver Chapman)의 사역으로 발전한 대형 교회 중 하나가 반스테플(Barnstaple)에 있었다. 그는 19세기 말까지 그의 사역을 계속했다. 1838년에는 스페인을 순례하며 전도여행을 하였으며, 1869년 이후로는 바르셀로나와 마드리드로 확대되었고, 또한 포르투갈에서도 복음을 전했다. 그 운동은 영어를 사용하는 이민자들과 함께 호주, 뉴질랜드, 미국 및 캐나다로 확장되었다. 1959년 미국에는 600개의 교회가 있었으며, 캐나다에는 300개의 교회가 있었다.

## 신학
개방적인 형제교회 소속이면서 세계적으로 저명한 신약학자 F.F.브루스는 성경교리에 있어서 개방적인 형제교회는 교회사에서 정통적으로 받아들여지는 교리를 그대로 믿고 있으므로 교리적인 면에서 다른 어떤 것을 가진 것은 아니라고 하면서 다음과 같이 말했다. 
이들은 역사적인 기독교 신앙을 확고히 붙들고 있다. 그 이유는 종교개혁의 후예들이 그러하듯이 그들은 ‘신앙과 삶의 기반이 되는 절대무오한 성경’에서 교리와 믿음을 가르치고 있기 때문이다. 그들은 복음주의적인 기독교 교리를 받아들이며, 하나님의 아들이신 예수 그리스도를 타락한 인류의 유일한 구세주로 믿고 선포하고 있다.
위의 글에서 볼 수 있는 것처럼 형제교회는 종교개혁자들과 마찬가지로 성경을 절대무오하다고 믿으면서 정통적인 교리를 그대로 믿고 있다. 그리고 모든 정통기독교회와 마찬가지로 “기독교의 참된 교리는 오직 성경에서만 찾을 수 있다”는 신념을 갖고 있었다. 뿐만 아니라 그들은 영적으로 전세계 그리스도인들에게 영향을 미쳤다. 아이언사이드는 “하나님을 아는 사람들은 알든 모르든, 직접적이든 간접적이든 형제단의 도움을 받지 않은 사람이 없다”고 하였다. 그러나 형제운동에서 교리적인 독특성은 형제단이 세대주의(世代主義, Dispensationalism)적인 성격을 지니고 있다는 점이다. 초기 개방적 형제단의 지도자들인 그로브스, 조지 뮐러, 채프먼도 세대주의적 이해를 받아들였다. 예를 들어, 조지 뮐러는 계시록을 문자 그대로 해석하는 세대주의적인 성경의 이해를 하고 있었다. 그로브스는 현재의 교회가 세속화 된 것은 구약시대 유대인들의 세속성이 세대적으로 변화된 것이라고 보았다. 이처럼 개방적 형제단의 지도자들이 세대주의적인 성경해석을 수용하기는 했으나 교회에 대한 이해에서는 다비와 완전히 달랐다. 개방적인 형제교회의 리더들은 "파멸된 교회가 회복될 수 없다."는 다비의 주장과는 달리 지상교회의 부흥을 기대하였다. 그러므로 그들은 다비처럼 "그리스도인들은 자신이 속한 교회로부터 나와야 한다."는 분리주의적인 태도를 보이지 않았다. 오히려 초기 개방적인 형제교회는 전 세계적으로 교회가 연합하는 공통된 목적을 향하여 함께 일하기 위해서 다양한 기독교 교파를 수용해야 한다고 믿었다. 이처럼 형제운동에서 다비와 개방적 지도자들 간에 세대주의가 다르게 이해되었다는 점을 분명히 발견할 수 있다. 종말론에 있어서 폐쇄적인 형제교회와 개방적인 형제교회의 멤버들은 다른 견해를 가지고 있었다. 다비를 비롯한 폐쇄적인 형제교회의 멤버들은 7년 대환란 이전에 예수 그리스도의 휴거가 있을 것이라는 소위 세대주의적 전천년설을 받아들였으나, 조지뮐러, 로버트 채프맨, B.W.뉴턴, F.F.브루스와 같이 개방적인 형제교회의 멤버들은 세대주의적 전천년설을 받아들이지 않았다. 로이드존스는 그의 교리강좌 시리즈에서 다음과 같이 밝혔다.
트레겔레스에 따르면, 처음에는 예언으로 주어진 성도들의 사전 휴거에 대한 가르침을 다비를 포함한 몇몇 사람이(폐쇄적인 형제교회) 받아들이게 되었습니다. 하지만 뉴턴이나 로버트 채프맨, 조지뮐러는(개방적인 형제교회) 그것을 받아들이지 않았습니다. 많은 사람은 그 가르침이 심지어 그들 집단 내에서조차 일반적으로 받아들여지지 않았으며, 의견이 서로 나뉘어 있었다는 것을 알지 못합니다. 다비와 그의 추종자들 일부만이 그것을 받아들였습니다. 그러나 그들은 어빙이 방언, 환상, 사도들 등에 대해 말하기 시작했을 때 그와 완전히 관계를 끊었습니다. 그럼에도 불구하고 휴거에 대한 가르침은 지속되었고, 지금도 여전히 남아 있습니다.
2020년에 발표된 IBCM 네트워크 조사에 따르면, 115개국에서 40,000개의 교회와 2,7000,000명의 회원이 있다고 한다.
한국에서의 형제운동은 1959년에 회심한 젊은이들을 중심으로 시작되었다고 볼 수 있다.
1958년을 전후하여 부평에 있는 미군교회(ASCOM Chaple)에서 병사들 가운데 회심의 역사가 크게 일어나고 있었다. 그러한 미군 병사들의 신앙이 그곳에 영어를 배우러 갔던 한국의 젊은이들에게 전해지고 그들이 형제단의 선교사들과 연결되면서 한국에서의 형제운동이 시작되었다. 특히 1960년에 미국에서 입국한 매카피(Wilbur Thompson McAfee) 선교사와 1962년 영국에서 건너온 제임스(Edwin Arthur James)선교사는 한국의 형제운동에 지대한 영향을 미쳤다. 그리고 1966년 한국엠마오성경학교의 통신강좌를 위하여 파송된 워런 던햄(Warren Dunham) 부부, 찰스 화이저(Charles Fizer) 부부, 윌리엄 롤러(William Roller) 등이 합류하면서 발전하였다.2023년 2월 기준으로 한국내에는 총 227개의 교회가 있으며, 회원수는 약 3만명 정도일 것으로 추정된다.미국의 엠마오 성경학교(Emmaus Bible College) 한국 분교(http://www.emmaus.or.kr) 가 설립되어 현재 운영되고 있으며, 지역교회들이 설교 및 성경공부 동영상을 시청할 수 있도록 GNTV 인터넷 사이트도 개설되어 있다(www.gntv.or.kr). 형제교회에서 발행한 저술들은 주로 전도출판사(http://www.jundo.co.kr) 를 통해서 번역 및 배포되고 있다. 국내에 신학교를 설립하지 않았으나 1998년에 설립된 CTI 그리스도인훈련원(http://www.cti.or.kr) 을 통해 전문사역자들을 양성하고 있다. 타교단의 신학교에서 교육받는 것을 권장하지 않으나 최근에는 여러 신학교에서 신학을 공부하는 멤버들이 증가하고 있다.

## 저명한 인물들
- 토마스 존 바나도(Thomas John Barnardo)[17] — 바나도(Barnado’s)를 창립하여 불우한 아이들을 입양.
- 패트리시아 비어(Patricia Beer)[18][19] — 시인.
- F. F. 브루스 — 20세기 영국의 성경학자 및 기독교 변증가.
- 로버트 채프만(Robert Cleaver Chapman) - 사랑의 사도, 유복한 집안에서 자라 변호사로 활동했다가 하나님의 나라와 가난한 사람들을 구제하는 일에 평생을 헌신함
- 짐 엘리엇(Jim Elliot)[20] — 에콰도르 쿠라라이(Curaray) 강에서 와오다니 인디언들에 의해 순교한 선교사.
- 데이비드 윌로비 구딩(David Willoughby Gooding) — 벨파스트 퀸스 대학교(Queen's University Belfast)의 구약성경 그리스어 명예교수이자 크리스천 작가
- 로버트 P. 고든(Robert P. Gordon) – 캠브리지 대학교 히브리어 교수
- 제인 핫지스(Zane Hodges) — 달라스 신학대학교 신약 헬라어 교수
- 헤리 아이언사이드(Harry Ironside)[21] — 성경교사, 설교자 및 작가, 시카고 무디교회 목회자(1930-1948).
- 조지 H. 랭(George H. Lang) (1874년 11월 20일 –1958년 10월 20일) 저명한 성경교사, 저술가, 성경학자
- 에릭 사우어(Erich Sauer) — (1898년 12월 31일 –1959년 2월 25일) 독일 성경학자, 신학자, 독일 Wiedenest  성경학교 교장
- 윌리엄 맥도널드(William MacDonald) (기독교 작가)|William MacDonald]][22] — 기독교 작가 및 학자, 저명한 주석작가 Believer's Bible Commentary 보관됨 2010-08-22 - 웨이백 머신
- 조지 뮐러(George Müller)[23] — 브리스톨 고아원 설립자이자 베데스다 교회의 교사
- 사무엘 트레겔레스(Samuel Prideaux Tregelles) — 성경학자 및 신학자
- 윌리엄 에드위 바인(William Edwy Vine)[24] — 작가, Vine's Expository Dictionary of Old and New Testament Words

1. ↑  http://www.bruederbewegung.de/pdf/collingwood.pdf [{{{설명}}}]
2. ↑  개방적 형제교회는 역사적으로 관련있는 그룹들과 같이 관례적으로 세대주의적 해석을 따르지만 개방적 형제교회의 회중들은 예언이나  다른 문제들에 대해 다양한 개인적인 견해를 용인한다.
3. ↑  “History Since 1870”. 2017년 9월 24일에 원본 문서에서 보존된 문서. 2015년 8월 4일에 확인함.
4. ↑  Coad 1968, 301쪽
5. ↑  Coad 1968, 164쪽
6. ↑  
J.R. Taylor (July 1959), 《Who Are the Plymouth Brethren?》, World Christian Digest
7. ↑  F.F. Bruce, Who are the Brethren
8. ↑  Paul Avis, Anglicanism and the Christian Church
9. ↑  George Muller, The Second Coming of Christ (Chicago: Bible Institute Colportage Ass'n, 1896), 58-72.
10. ↑  정인택, 형제운동의 기원과 발전 및 한국의로의 전래, 100-104.
11. ↑  로이드존스 교리강좌 시리즈 3 (영광스러운 교회와 아름다운 종말) p.219
12. ↑  IBCM, IBCM Network, ibcm.net, UK, retrieved August 22, 2020
13. ↑  양진효, 우리 중에 이루어진 사실(후)(서울: 선한목자, 2010)
14. ↑  지복흥, 한국모임이 걸어온 길, 열린문, 2002년 9-10월, 36.
15. ↑  Douglas Neiswender, “내한선교사들의 이야기,” 열린문, 2007년 7-8월, 12-14.
16. ↑  모임뉴스
17. ↑  “Dr Thomas John Barnardo: homes, schools and other works”. Infed.org. 2009년 11월 4일. 2010년 10월 24일에 확인함.
18. ↑  Sage, Lorna; Greer, Germaine; Showalter, Elaine (1999). 《Cambridge Guide to Women's Writing in English》. ISBN 978-0-521-66813-2. 2010년 10월 24일에 확인함.
19. ↑  Sage, Lorna; Greer, Germaine; Showalter, Elaine (21 May 2015). 《1950-present Poets》. ISBN 978-0-521-66813-2. 22 November 2010에 원본 문서에서 보존된 문서. 24 October 2010에 확인함.
20. ↑  “Papers of Philip James Elliot – Collection 277”. Wheaton.edu. 2010년 10월 24일에 확인함.
21. ↑  “Henry (Harry) Allan Ironside”. 2007년 12월 17일에 원본 문서에서 보존된 문서. 2015년 8월 4일에 확인함.
22. ↑  William MacDonald. “Believer's Bible Commentary: Edited By: Arthur Farstad By: William MacDonald: 9780840719720”. Christianbook.com. 2010년 8월 22일에 원본 문서에서 보존된 문서. 2010년 10월 24일에 확인함.
23. ↑  “History”. 2006년 12월 31일에 원본 문서에서 보존된 문서.
24. ↑  “Vine's Complete Expository Dictionary of Old and New Testament Words”. 《wordsearchbible.com》. 2016년 12월 18일에 확인함.